# Garshana
Als Garshana oder Garshan-Massage (gharṣana; ‚Reiben‘) wird eine Form ayurvedischer Trockenmassage (das heißt, der Körper wird anders als beim Abhyanga nicht mit Massageöl oder anderen flüssigen Substanzen eingecremt) bezeichnet. Dabei wird der die Haut mit Wolle, Rohseide oder einem Frottierstoff abgerieben und massiert. Häufig werden auch Handschuhe aus Rohseide verwendet. 
Die Haut reagiert auf die Garshana oberflächlich mit starken Rötungen, während die unteren Hautschichten besser durchblutet werden. Es entsteht ein wärmendes Gefühl, und der Stoffwechsel der Haut soll angeregt werden. Die Haut fühlt sich nach der Massage glatter an, da abgestorbene Hautpartikel entfernt wurden.
Zudem entsteht während der Massage zwischen den Seidenhandschuhen und dem Körper Reibung, die nach Auffassung der Ayurveda zu einer elektrischen Spannung auf der Haut führt, die über die Sinneszellen aufgenommen werden kann. Diese Spannung soll dem Körper mehr Energie verleihen und den Energiefluss verbessern.
Eine dem Garshana ähnliche Massage in der Ayurveda ist die Udvarthana. Dabei handelt es sich ebenfalls um eine Trockenmassage, mit dem Unterschied, dass Pulver verwendet wird.